# Wasungen (Adelsgeschlechter)
Als Herren von Wasungen werden drei Adelsgeschlechter bezeichnet, welche nicht miteinander verwandt waren. Sie hatten ihren Sitz auf der Burg Maienluft in Wasungen.
Der ältere Stamm der Herren von Wasungen war nicht mit den Grafen von Henneberg verwandt und starb vermutlich um 1157 aus. 
Der jüngere Stamm der Herren von Wasungen scheint eine Nebenlinie der Henneberger gewesen zu sein, welche eine von mehreren Familienästen war, die gemeinsam nach ihrem Stammvater Poppo II. als „Popponische Linien“ bezeichnet wurden. Sie führten nicht den Grafentitel und sind zwischen 1107 und 1200 erwähnt.
Der jüngste Stamm, welcher sich als „Herren von Wasungen“ bezeichnet, waren niederadlige Ministeriale im Dienst der Grafen von Henneberg. Sie sind zwischen 1217 und 1265 genannt.

## Geschichte

### Der ältere Stamm der Herren von Wasungen
Der ältere Stamm der Herren von Wasungen war nicht mit den Grafen von Henneberg verwandt. Letzter Vertreter war wahrscheinlich der edle Siegfried von Wasungen, welcher 1157 verstarb. Wahrscheinlich gab es zu dieser Zeit bereits die 1190 erstmals erwähnte Burg in Wasungen, da sich Siegfried nach Wasungen nannte. Siegfried von Wasungen wurde teilweise von  Markward von Grumbach beerbt, welcher gemeinsam mit seiner Mutter das Kloster Ichtershausen gründete.

### Die Popponische Linie der Herren von Wasungen (jüngerer Stamm)
Der jüngere Stamm der Herren von Wasungen geht wahrscheinlich auf den Henneberger Poppo II. († 1118) zurück. Er war der jüngere Bruder des regierenden Grafen Godebold II. von Henneberg († 1144). Poppo II. war der Stammvater mehrerer nach ihm benannter „Popponischer Linien“. Er  hatte folgende drei Söhne, welche jeweils die nach ihrem Stammsitz benannten Linien gründeten: 
- Poppo III. von Irmelshausen (* vor 1131; † 1160)
- Ludwig I. von Lengsfeld (1137–1164), von Frankenstein (* vor 1131; † nach 1164)
- Gotebold III. von Wasungen (* 1107; † nach 1164).

Eine heute umstrittene These nach der Überlieferung des Klosters Reinhardsbrunn sieht Gotebold von Wasungen als jüngsten Sohn von Poppo II. an. Eine andere Vermutung ist, dass Gotebold durch Heirat um 1150 Besitznachfolger der älteren Herren von Wasungen geworden ist. Urkundlich nachgewiesen ist ein Gotebold III., welcher allerdings ohne Zusatz „von Wasungen“ als Bruder von Ludwig von Frankenstein in mehreren Urkunden genannt wurde, aber danach nicht mehr erwähnt wird. 
Der vor 1176 geborene Poppo von Wasungen († 1198/1199) und ein Otto von Wasungen (1200) werden als Söhne von Gotebold III. angesehen. Auch wenn der Vorname „Poppo“ in dieser Zeit bei den Hennebergern verbreitet war, ist eine eindeutige Abstammung nicht belegt. Denn Poppo von Wasungen unterhielt Beziehungen zum Kloster Ichtershausen, welches von Markward von Grumbach, dem Teilerben des Nachlasses von Siegfried von Wasungen, gegründet wurde. Poppo von Wasungen war mit einer Tochter von Erwin von Tonna/Gleichen verheiratet. Ihm gelang es, an Lehnsbeziehungen zum Erzbistum Mainz anzuknüpfen. In einem Verzeichnis der entfremdeten Güter des Erzbistums Mainz aus dem Jahr 1190 geht hervor, dass Poppo von Wasungen die Burg und den gleichnamigen Flecken dem Erzstift zu Lehen aufgetragen hatte.
Poppos mutmaßlicher Sohn ist Heinrich von Wasungen, der 1217 in einer Urkunde des Würzburger Bischofs erscheint. In einer Urkunde des Jahres 1228 wird er als Edelfreier genannt. Ob es sich um die gleiche Person handelt, die 1232 in einer Urkunde unter hennebergischen und fuldischen Dienstmannen erscheint, ist unklar, aber sehr wahrscheinlich.

### Die Hennebergischen Ministerialen von Wasungen
Von den Edelfreien von Wasungen ist zu dieser Zeit bereits ein gleichnamiges Niederadelsgeschlecht zu unterscheiden, dessen erster bekannter Vertreter, Marquard von Wasungen, in der Urkunde des Würzburger Bischofs von 1217 als Ministerialer von Berthold III. von Henneberg genannt wird. Die bis 1265 genannten Herren von Wasungen sind nicht exakt einer Familie zuzuordnen. Eindeutig gehört aber der 1265 erwähnte Friedrich zu den Wasungern. Er war Ministerialer des Grafen von Henneberg. 

### Übergang von Wasungen in hennebergischen Besitz
Um 1228 wurde die Kleinherrschaft Wasungen offenbar den Grafen von Henneberg als Lehen aufgetragen. Seitdem teilte sie die Schicksale der hennebergischen Lande. Ab 1274 gehörte Wasungen mit der Burg als Amtssitz zur Grafenlinie Henneberg-Schleusingen. 

## Stammliste der Hennebergischen Linien

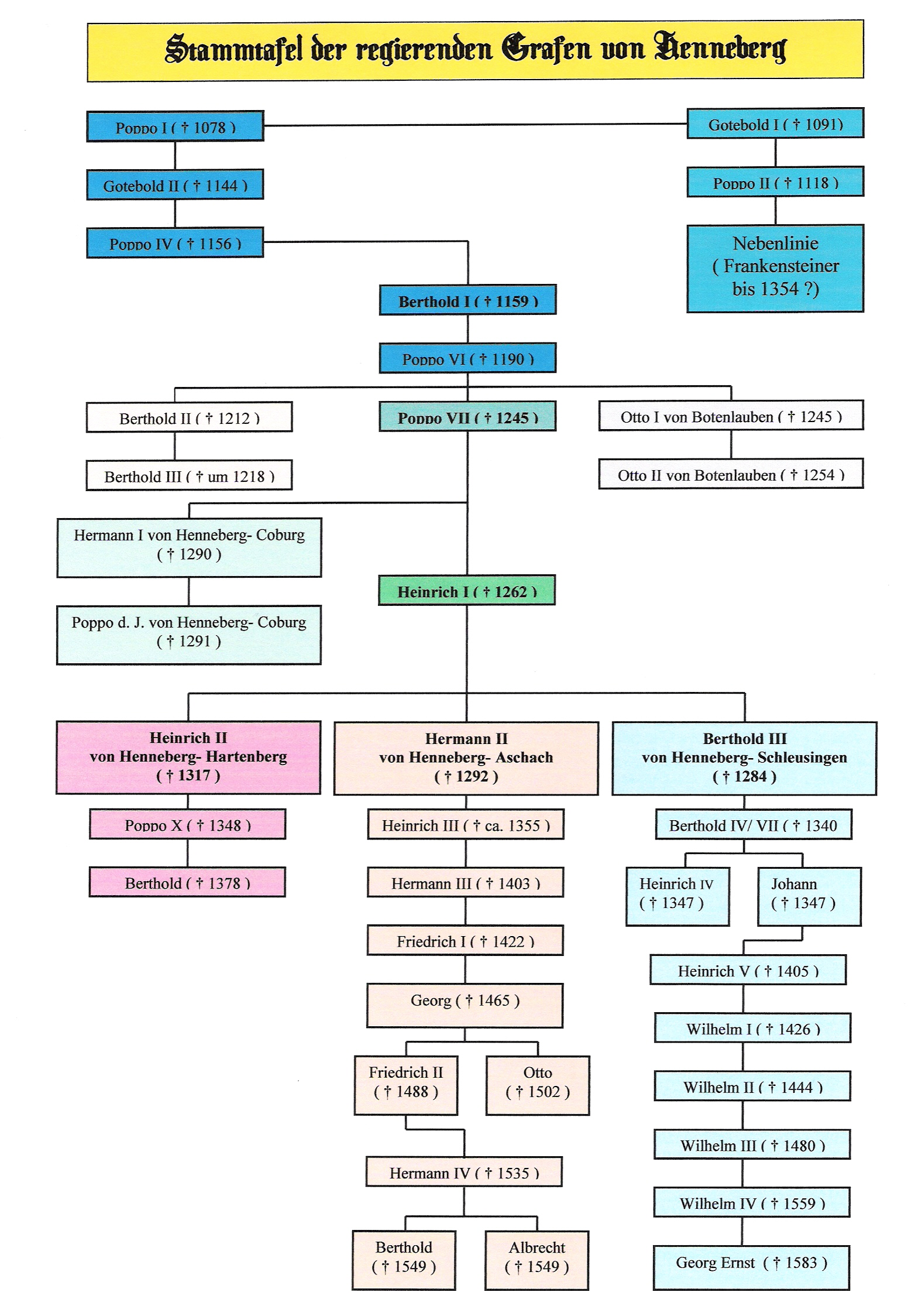
Stammtafel derer von Henneberg

### Popponische Nebenlinie von Wasungen
B2. Graf Poppo II. von Henneberg, Stammvater mehrerer Nebenlinien (Popponische Linie), die nicht den Grafentitel führten und bald wieder erloschen (Herren von Frankenstein, Lichtenberg, Wasungen, Irmelshausen, Sternberg), urkundlich 1096 bis 1116, (* vor 1096; † (20./21.) August 1118); ⚭ () Beatrix von Gleichen († 1120), Tochter von Graf Erwin I. von Gleichen (1040–1116) und Helinburg von Lohra (1080–1133)
C3. Gotebold III. von Wasungen, urkundlich 1137 bis 1164, (* (1107); † nach 1164); ⚭ () N.N.
D1. Poppo von Wasungen, urkundlich 1179 bis 1196, (* vor 1176; † (1198/1199)); ⚭ (vor 11. November 1192) N.N. von Gleichen, Tochter von Graf Erwin II. von Gleichen (–1192) und N.N.
D2. Otto von Wasungen ((† 3. März 1200))